# جائزة فرنسا الكبرى 1985
جائزة فرنسا الكبرى 1985 هو سباق فورمولا 1 أقيم بتاريخ 7 يوليو 1985. كان السابع من أصل 16 في بطولة العالم لسباقات الفورمولا واحد موسم 1985. حلّ البرازيلي نيلسون بيكيه أولا بينما جاء الفنلندي كيكي روزبرغ في المركز الثاني وحصل على المركز الثالث الفرنسي ألن بروست.